# 비와 번개의 향기
《비와 번개의 향기》(영어: The Scent of Rain and Lightning)는 미국 드라마 영화이다. 낸시 피카드의 동명 소설을 원작으로 블레이크 로빈스가 연출하고 제프 로비슨과 케이시 트웬터가 각색하였다. 마이카 먼로, 매기 그레이스, 저스틴 챗윈, 마크 웨버, 로건 밀러, 윌 패튼, 브래드 카터가 출연한다.

## 출연진
- 마이카 먼로 - 조디 린더
- 매기 그레이스 - 로리
- 저스틴 채트윈 - 휴 제이 린더
- 마크 웨버 - 체이스
- 로건 밀러 - 콜린
- 윌 패튼
- 브래드 카터
- 에런 풀 - 메릴
- 보니 베델리아